# Gertrude Kleinová
Gertrude Kleinová (* 13. August 1918 in Brünn, Österreich-Ungarn; † 19. Februar 1975 in Las Vegas, USA) war eine tschechoslowakische Tischtennisspielerin jüdischer Herkunft. Sie nahm an Sportveranstaltungen des jüdischen Turn- und Sportvereins Makabi in der Tschechoslowakei teil und gehörte zu den bekanntesten jüdischen Sportlern des Landes der Zwischenkriegszeit, unter anderem war sie auch bei Weltmeisterschaften erfolgreich. Sie trat auch als Traute Kleinová und Trude Kleinová an, nach ihrer (zweiten) Heirat trug sie den Namen Gertrude Vogelová-Kleinová.

## Leben
Gertrude Kleinová wuchs in einer armen jüdischen Familie auf, sie wurde früh zu einer Halbwaisen. Die Familie erhielt eine nicht ausreichende soziale Beihilfe der jüdischen Religionsgemeinde, die kleine Gertrude musste noch als Schülerin verschiedene Aushilfsjobs entrichten. Noch als Schülerin trat sie dem jüdischen Sport- und Turnverein Makkabi Brünn bei und startete frühzeitig ihre sportliche Karriere.
Seit 1939 war Kleinová verheiratet mit Jacob (Jacques) Schalinger, einem früheren Funktionär des Vereins. Anfang Dezember 1941 wurde sie wegen ihrer jüdischen Abstammung zusammen mit ihrem Ehemann und dem Mannschaftscoach Erik Vogel mit dem Transport G zunächst ins Ghetto Theresienstadt und im Herbst 1943 mit dem Transport ET nach Auschwitz deportiert. Im Gegensatz zu ihrem Ehemann überlebte sie und übersiedelte 1946, zusammen mit Erik Vogel, in die USA, wo sie heirateten. Sie lebten in Las Vegas, Kleinová starb 1975 an einer Krebserkrankung.

## Sportliche Karriere
Früh wurden die Trainer auf Kleinovás Talent aufmerksam. Sie trat dem Klub Maccabi Club bei. Ihr erster bemerkenswerter Erfolg war der Sieg über die amtierende Landes- und Weltmeisterin Marie Kettnerová im Jahre 1935. Dies führte zu ihrer Nominierung für die Weltmeisterschaft.
Kleinová nahm an den Weltmeisterschaften 1935, 1936 und 1937 teil. 1935 gewann sie zusammen mit Marie Kettnerová und Marie Šmídová den Titel mit der tschechoslowakischen Damenmannschaft. 1936 verteidigte Kleinová zusammen mit Kettnerová, Šmídová und Věra Votrubcová den Mannschaftstitel bei den Damen. 1936 wurde sie zudem Weltmeister im Mixed mit Miloslav Hamer.
Wegen ihrer Erfolge wurde sie 1994 in die International Jewish Sports Hall of Fame aufgenommen.

### Turnierergebnisse
Ergebnisse der Weltmeisterschaften 1935, 1936 und 1937:
| Verband | Veranstaltung     | Jahr | Ort     | Land | Einzel        | Doppel        | Mixed         | Team |
| ------- | ----------------- | ---- | ------- | ---- | ------------- | ------------- | ------------- | ---- |
| TCH     | Weltmeisterschaft | 1937 | Baden   | AUT  | letzte 16     | letzte 16     | letzte 32     |      |
| TCH     | Weltmeisterschaft | 1936 | Prag    | TCH  | letzte 32     | Viertelfinale | Gold          | 1    |
| TCH     | Weltmeisterschaft | 1935 | Wembley | ENG  | Viertelfinale | Viertelfinale | Viertelfinale | 1    |